# Kyhytysuka
Kyhytysuka sachicarum
Genre
Espèce
Synonymes
- † Platypterygius sachicarum Paramo, 1997

Kyhytysuka est un genre éteint d'ichthyosaures de la famille des Ophthalmosauridae et de la sous-famille des Platypterygiinae. Il n'est représenté que par une seule espèce, Kyhytysuka sachicarum.

## Systématique
L'espèce Kyhytysuka sachicarum a été décrite pour la première fois en 1997 par la paléontologue colombienne María Eurídice Páramo (d) (1953-) sous le protonyme Platypterygius sachicarum.
En 2021, une étude, menée par Dirley Cortés (d), Erin E. Maxwell (d) et Hans C. E. Larsson (d), révèle que Platypterygius sachicarum est génériquement distinct du type Platypterygius, précipitant ainsi la création du nouveau genre Kyhytysuka et son classement dans celui-ci.

## Distribution et datation
Ses fossiles ont été découverts en Colombie. Kyhytysuka a vécu au cours du Crétacé, du Barrémien , soit il y a entre 125,77 et 93,9 ± 0,2 Ma (millions d'années).

## Publications originales
- Genre Kyhytysuka :
  - (en) Dirley Cortés, Erin E. Maxwell et Hans C. E. Larsson, « Re-appearance of hypercarnivore ichthyosaurs in the Cretaceous with differentiated dentition: revision of ‘Platypterygius’ sachicarum (Reptilia: Ichthyosauria, Ophthalmosauridae) from Colombia », Journal of Systematic Palaeontology, Taylor & Francis, vol. 19, no 14,‎ 22 novembre 2021, p. 1-34 (ISSN 1477-2019 et 1478-0941, DOI 10.1080/14772019.2021.1989507).
- Espèce Kyhytysuka sachicarum sous le taxon Platypterygius sachicarum :
  - (es) María Páramo, « Platypterygius sachicarum (Reptilia, Ichthyosauria) nueva especie del Cretácico de Colombia », Revista Ingeominas, Colombie, vol. 6,‎ 1997, p. 1-12.